# Nepenthes ampullaria
Nepenthes ampullaria Jack, 1835 è una pianta carnivora della famiglia Nepenthaceae, diffusa in Borneo, Molucche, Nuova Guinea, Malaysia Peninsulare, Singapore, Sumatra e Thailandia, dove cresce a 0–2100 m.

## Descrizione

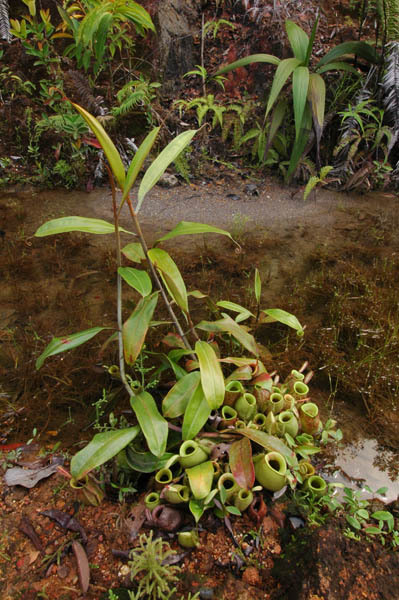
N. ampullaria con steli rampicanti e rosette di ascidi

Gli steli sono di colore marrone chiaro e possono arrampicarsi fino a 15 m di altezza. Le foglie sono verde chiaro, lunghe fino a 25 cm e larghe circa 6 cm. I viticci sono lunghi fino a 15 cm. Gli ascidi superano raramente i 10 cm di altezza ed i 7 cm di larghezza. Gli ascidi superiori vengono prodotti molto raramente e sono considerevolmente più piccoli di quelli inferiori, che formano dei veri e propri tappeti sul terreno. Il colore degli ascidi varia dal verde chiaro al rosso scuro, con macchie rosse, marroni o viola. Le forme interamente rosse vivono principalmente in Borneo.
Nepenthes ampullaria è l'unica specie di Nepenthes presente in Sumatra e Malaysia a produrre un'infiorescenza panicolata.
Tutte le parti della pianta sono ricoperte da un indumento di peli marroni.

## Carnivorosità

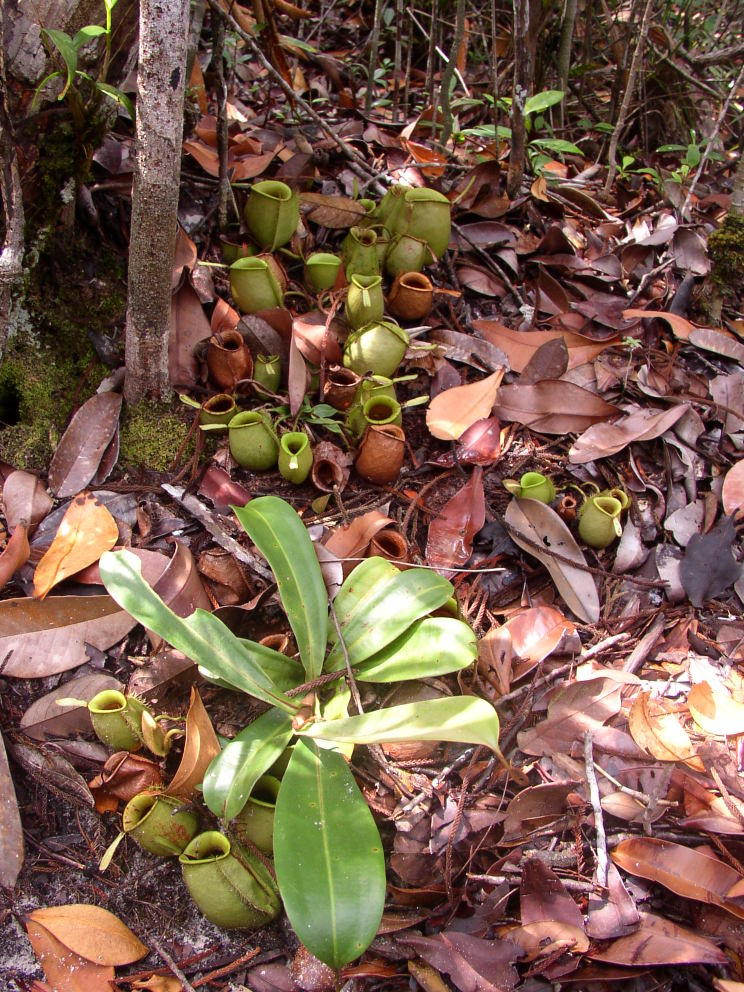
N. ampullaria è adattata a catturare le foglie morte

N. ampullaria si è largamente allontanata dalla carnivorosità e la maggior parte dei nutrienti vengono acquisiti per mezzo della digestione delle foglie morte che cadono all'interno dei suoi ascidi. Si tratta quindi di una pianta parzialmente detritivora.
Questa specie ha sviluppato diverse caratteristiche esclusive come conseguenza del suo adattamento alla "cattura" del detrito fogliare:
- È l'unica specie del genere ad essere priva delle cellule "falcate" nei suoi ascidi[3]. Queste cellule sono cellule di guardia stomali, che si pensa, negano un punto di appoggio alle prede nell'ascidio[4].
- L'opercolo dell'ascidio è insolito, essendo molto piccolo e riflesso in modo che il detrito fogliare possa cadere direttamente dentro la trappola[5].
- Le ghiandole del nettare, che giocano un ruolo importante nella cattura degli insetti, sono molto rare ed in alcuni casi completamente assenti[5].
- Le ghiandole marginali del peristoma sono grandemente ridotte paragonate a quelle di altre specie[5].
- Negli ascidi inferiori la regione ghiandolare si estende quasi fino al peristoma, cosicché non è presente nessuna zona ricoperta di sostanze cerose, che hanno il compito di far cadere le prede animali all'interno della trappola[5][6][7].
- L'architettura della pianta è insolita per il genere. La pianta forma dei tappeti di ascidi che ricoprono il suolo. Ciò è necessario per aumentare l'area sulla quale possono essere intercettate le foglie cadute dagli alberi[5].
- Gli ascidi di N. ampullaria hanno una vita relativamente lunga, poiché questa specie assorbe una piccola quantità di nutrienti[5].
- Si pensa che gli organismi simbionti, come le larve di zanzare, facilitino la digestione del detrito fogliare ed aiutino la pianta nel trasferimento dell'azoto da esso alla pianta, per mezzo dell'escrezione di ioni ammonio. Anche i batteri digeriscono il detrito formando ammonio[5].

È stato dimostrato che la presenza dell'isotopo stabile 15N nelle piante di N. ampullaria che crescono sotto gli alberi delle foreste è significativamente più bassa rispetto a quella delle piante che crescono in assenza di lettiera.
Di contro, la concentrazione di azoto totale è più alta in queste piante rispetto a quelle delle Nepenthes che vivono in zone aperte, senza lettiera.
È stato stimato che piante di N. ampullaria che crescono sotto gli alberi, e quindi in presenza di lettiera, derivano circa il 35.7% (±0.1%) del loro azoto dalla digestione del detrito fogliare.

## Varietà

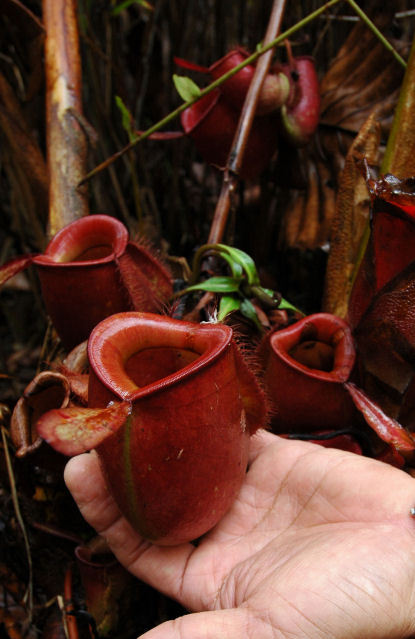
Una forma rossa di N. ampullaria

La varietà scoperta più di recente, N. ampullaria var. racemosa, si trova a Sarawak e presenta un'infiorescenza racemosa. B. H. Danser, nel 1928, considerò le altre varietà meno importanti.
- N. ampullaria var. geelvinkiana Becc. (1886)
- N. ampullaria var. guttata D.Moore (1872)
- N. ampullaria var. longicarpa Becc. (1886)
- N. ampullaria var. microsepala Macfarl. (1911)
- N. ampullaria var. papuana Becc. in sched. nom.nud.
- N. ampullaria var. picta Hort. ex Nichols. (1885)
- N. ampullaria var. racemosa J.H.Adam & Wilcock (1990)
- N. ampullaria var. vittata Hort. ex G.Beck (1895)
- N. ampullaria var. vittata-major Mast. (1872)

## Ibridi naturali
N. ampullaria fiorisce una o due volte all'anno e la sua fioritura persiste per diverse settimane. Il suo periodo di fioritura spesso coincide con quello di altre specie di Nepenthes; di conseguenza forma facilmente degli ibridi naturali.
Finora sono stati riconosciuti i seguenti ibridi:
- N. albomarginata × N. ampullaria
- N. ampullaria × N. bicalcarata
- ? N. ampullaria × N. eustachya
- N. ampullaria × N. gracilis [=N. × trichocarpa]
- (N. ampullaria × N. gracilis) × N. bicalcarata [=N. × trichocarpa × N. bicalcarata]
- N. ampullaria × N. hirsuta
- N. ampullaria × N. mirabilis [=N. × kuchingensis, Nepenthes cutinensis]
- N. ampullaria × N. neoguineensis
- N. ampullaria × N. rafflesiana [=N. × hookeriana]
- ? (N. ampullaria × N. rafflesiana) × N. mirabilis [=N. × hookeriana × N. mirabilis][10]
- N. ampullaria × N. reinwardtiana[5]
- N. ampullaria × N. tobaica[5]

## Conservazione
La Lista rossa IUCN classifica Nepenthes ampullaria come specie a rischio minimo (Leat Concern).